# San Luis kommun, Santiago de Cuba
Municipio de San Luis är en kommun i Kuba.   Den ligger i provinsen Provincia de Santiago de Cuba, i den sydöstra delen av landet, 800 km öster om huvudstaden Havanna.